# Crotalus catalinensis
La serpiente de cascabel de Santa Catalina (Crotalus catalinensis) es una serpiente venenosa de la familia Viperidae endémica de la Isla de Santa Catalina (México). Actualmente no se reconocen subespecies de este crótalo. Es una especie relativamente pequeña y delgada, su característica más distintiva es que carece de cascabel.

## Características
Esta especie es relativamente delgada y retrasada en el crecimiento, creciendo hasta un máximo de 73,1 cm de longitud.
El rasgo más distintivo de esta especie de serpiente de cascabel es que no tiene cascabel. La base de la cola ha degenerado hasta el punto que el último segmento de la cola cae inmediatamente en vez de permanecer después de la muda, como ocurre en otras especies de serpientes de cascabel. Se cree que esto es una adaptación local para cazar pájaros.
Hay dos variaciones de color diferente. La variante predominante tiene una base de color crema claro, con manchas marrones en la espalda, y las bandas en blanco y negro alrededor de la cola. La otra variante tiene una mucho más ligera, de color gris, con manchas gris oscuro. La banda alrededor de la cola está todavía presente.